# Whatever (canção de Godsmack)
"Whatever" é o primeiro single da banda de hard rock Godsmack. "Whatever" esteve presente no primeiro álbum da banda, de mesmo nome, e é uma das mais conhecidas músicas do grupo. A música esteve presente pela primeira vez em um CD bônus promocional que veio com algumas cópias de All Wound Up.
"Whatever" foi a música que permaneceu por mais tempo na parada "Active Rock Top 10" dos Estados Unidos, ficando lá por 33 semanas. Godsmack ganhou bastante atenção quando um discotecário na WAAF, uma estação de rádio de Massachusetts, começou a tocar esta música durante o seu programa.

## Significado da música
O vocalista Sully Erna e o guitarrista Tony Rambola compuseram a música. Rambola, durante uma entrevista, afirmou:
| “ | É a resposta de Sully à sua namorada quando nós estávamos no esforço de ensaiar em cinco noites por semana, tocar nos fins de semana e tentar manter um relacionamento andando ao mesmo tempo. Nós estávamos começando a ficar famosos, e é difícil manter um relacionamento com uma garota e ter a banda tomando todo o tempo, sem falar que tínhamos empregos normais, então provavelmente tínhamos 10 minutos do dia para elas. | ” |

## Posições nasparadas
Single - Billboard (América do Norte)
| Ano  | Parada                 | Posição |
| ---- | ---------------------- | ------- |
| 1998 | Mainstream Rock Tracks | 7       |
| 1998 | Modern Rock Tracks     | 19      |
| 1998 | Bubbling Under Hot 100 | 16      |
| 1998 | Billboard Hot 100      | 116     |